# Татев
Тате́вський монастир (вірм. Տաթև) — монастир Вірменської апостольської церкви, розташований на південному сході Вірменії, поблизу села Татев марзу (області) Сюнік, біля міста Горіс, за 280 км від Єревана.

## Історія
Існує два варіанти перекладу назви Татев з грабару (давньовірменської): «дай крила» або «лети».
Заснований у IX столітті. Політичний центр Сюнікського царства, починаючи з IX століття. Населення монастиря в X столітті становило близько тисячі чоловік. У XIII столітті монастир збирав податки з 680 навколишніх сіл і прагнув розширювати свій вплив, на ґрунті чого навіть виникали конфлікти з місцевим населенням. Один з найважливіших центрів науки й освіти у Вірменії (XIV—XV ст.).
Сильно постраждав від землетрусу в 1931 році. Наразі монастир діє, на території ведуться відновлювальні і реставраційні роботи. Монастир відкритий для відвідування без обмежень. Швейцарською компанією «Гаравента» здійснено будівництво найбільшої в країні канатної дороги, що з'єднує монастир із селом на іншій стороні каньйону річки Воротан.

## Основні споруди
- Головна архітектурна споруда монастиря — Церква св. Погоса і Петроса (X століття), була побудована в 895—906 роках.
- Церква св. Григорія (IX століття) примикає до головної церкви з південної сторони. Відповідно до хроніки, церква була побудована 1295 замість більш раннього будинку, побудованого в 836—848 рр. сюнікським князем Пилипосом та зруйнованого землетрусом 1139 року. Храм відновлений наприкінці XIII століття Орбелянами[1].
- Надбрамна церква Аствацацін (XI століття). Має вертикально орієнтовані пропорції, що рідко зустрічається у вірменській архітектурі. Всередині невелика куполоподібна зала з нішами в усіх стінах, крім західної.
- «Гавазан» — колона, що коливається. Встановлена 904 року у дворі, поблизу житлового приміщення монастиря. Є унікальним витвором вірменської архітектури та інженерної думки того часу. Це восьмигранний кам'яний стовп (вісім метрів заввишки), увінчаний хачкарами, встановленими на різьбленому карнизі. Від сейсмічних коливань, і навіть від дотику людської руки стовп може нахилятися і самостійно повертатися в початкове положення. Коливання цього маятника попереджали населення монастиря про землетруси, а також про наближення ворожих військ.

## Фотогалерея

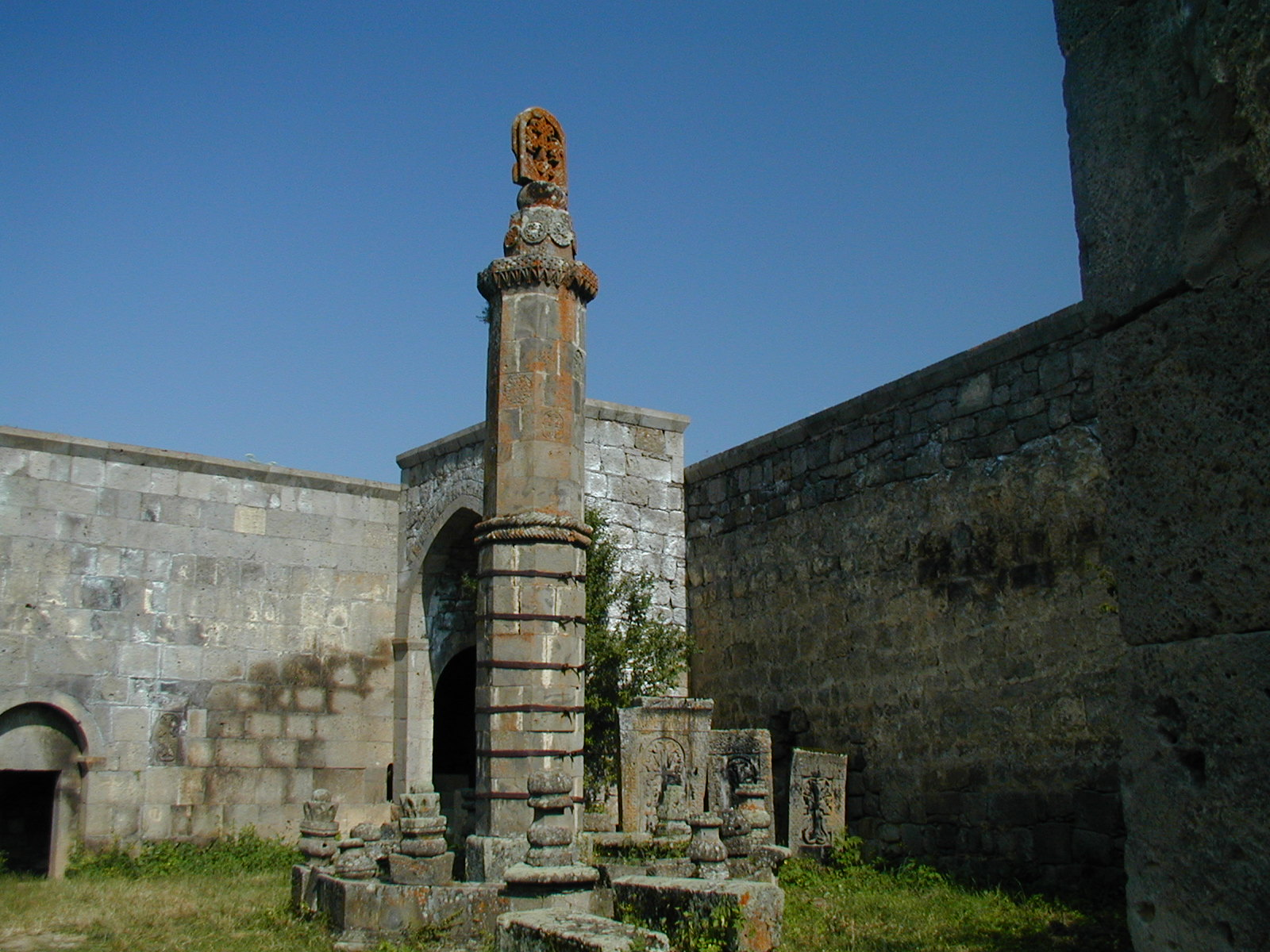
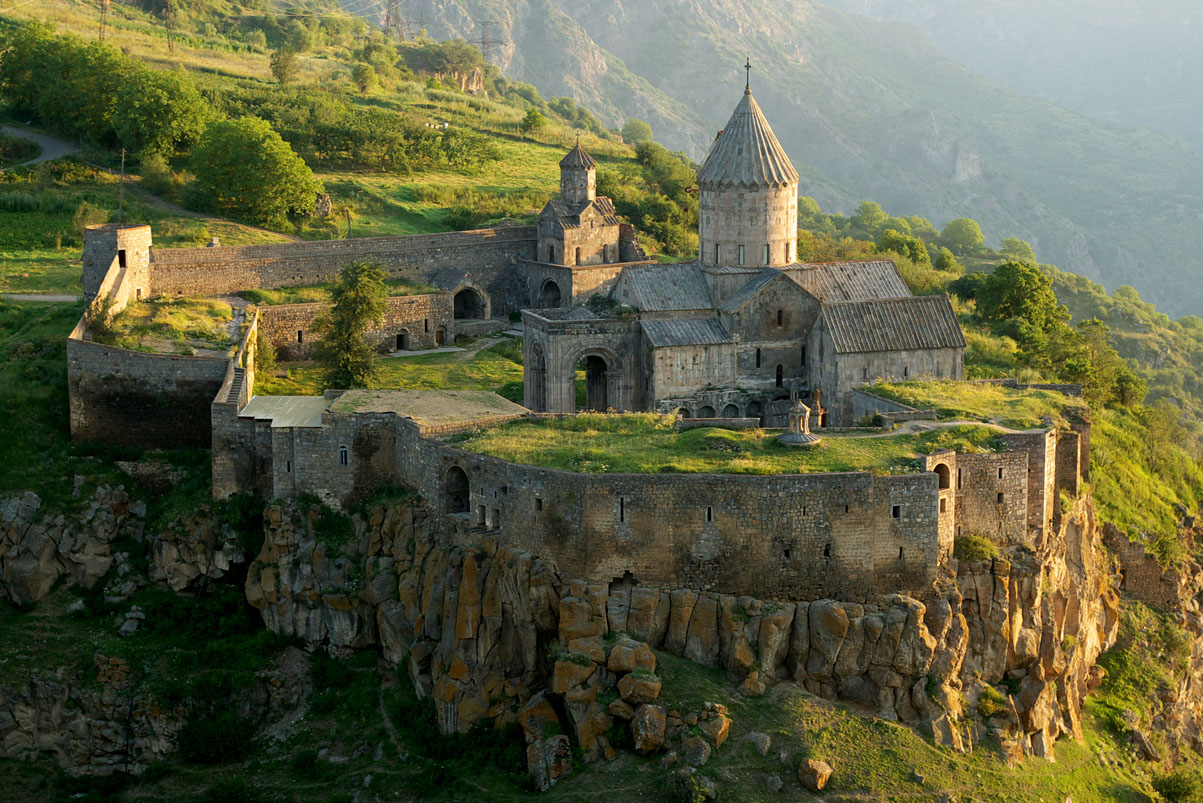
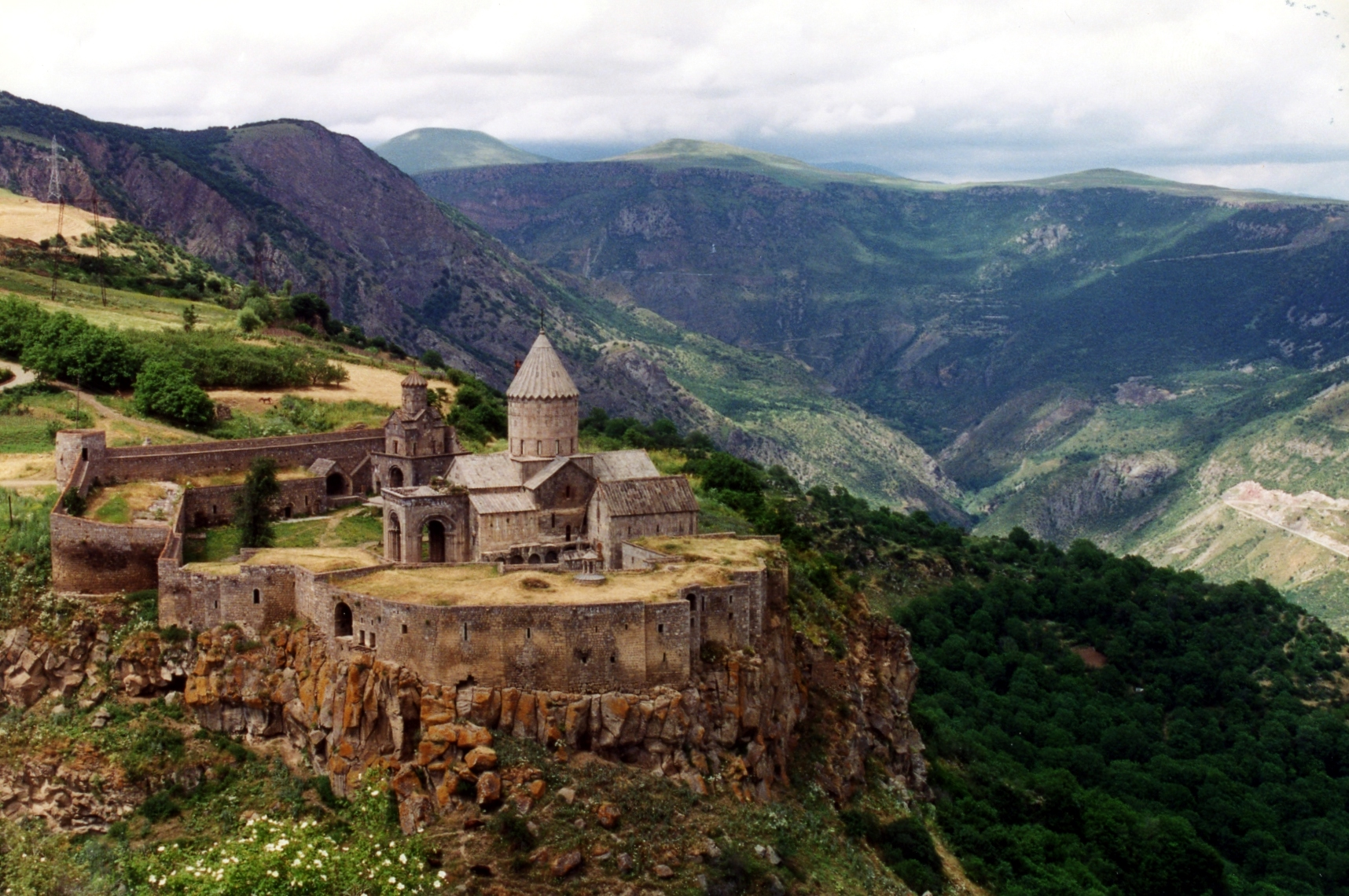
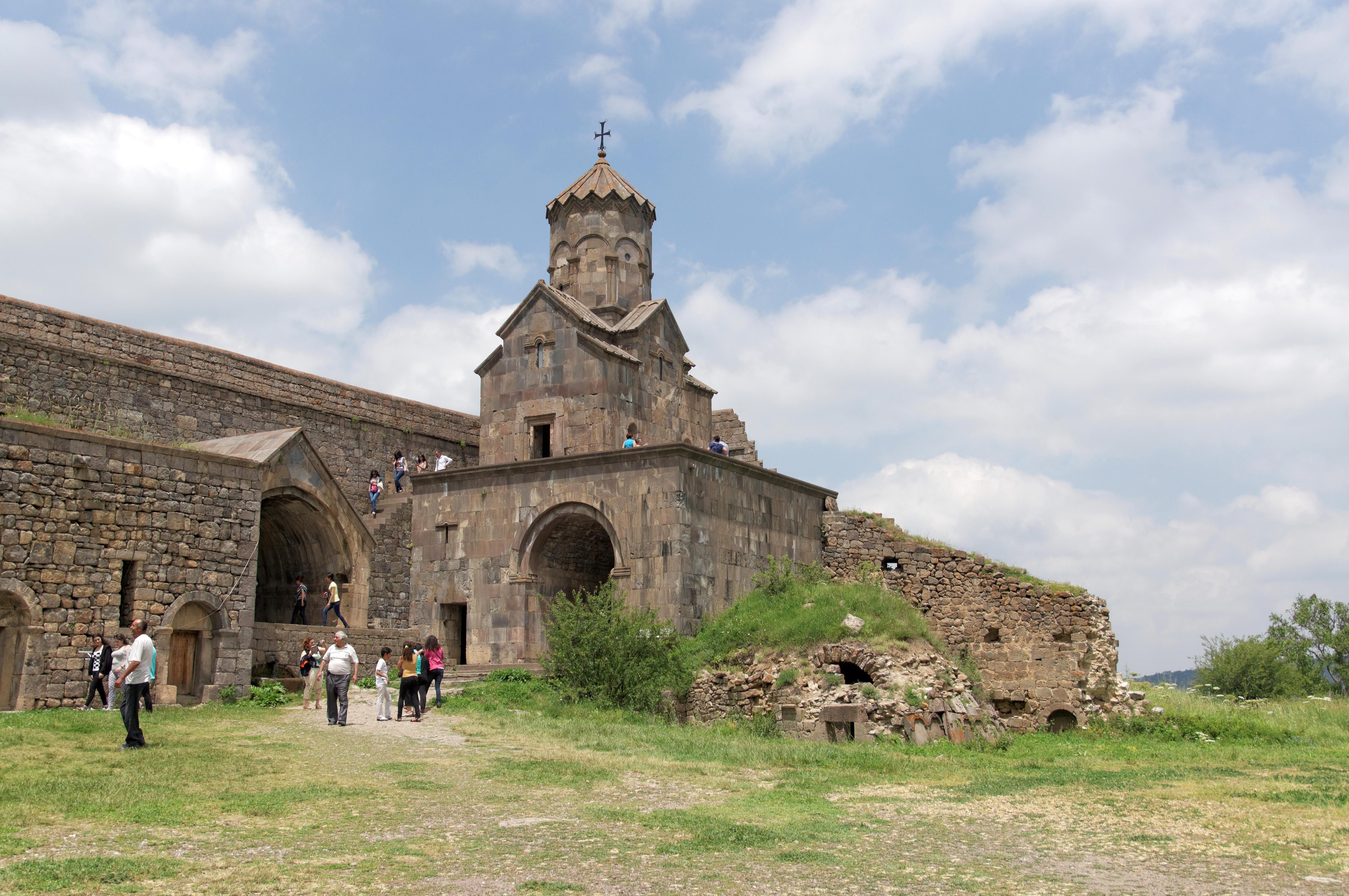
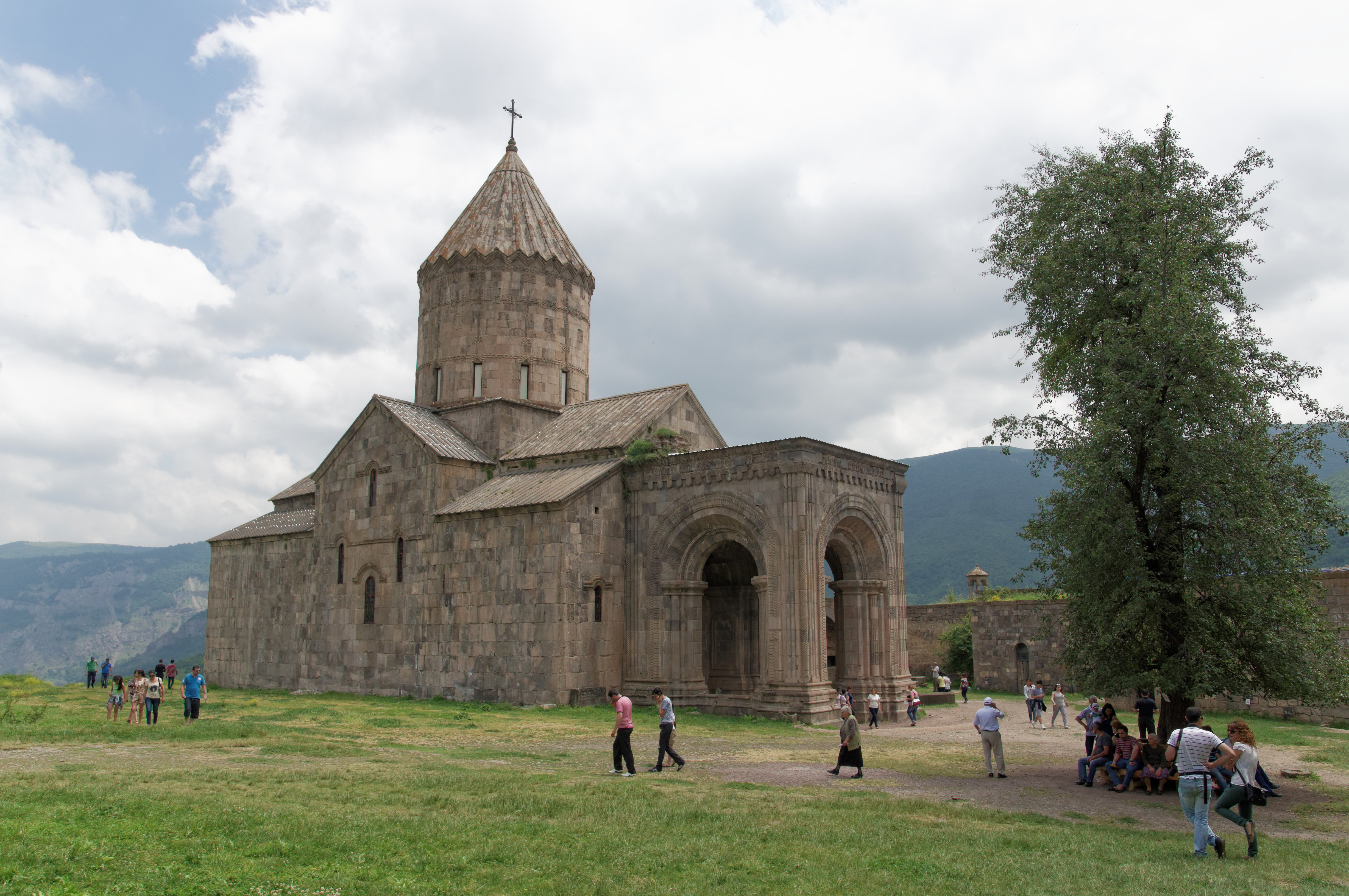
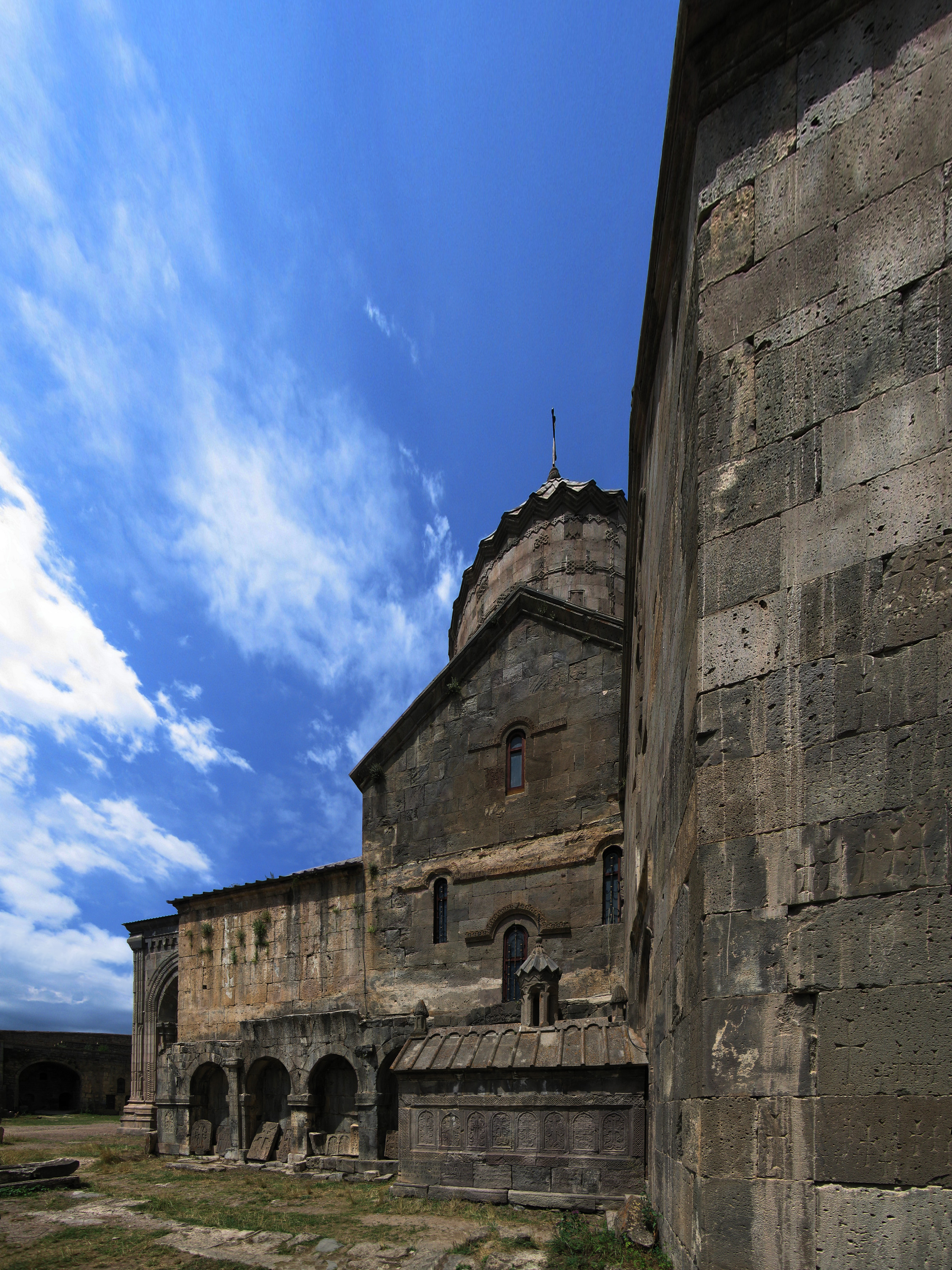
Гробниця св. Григорія
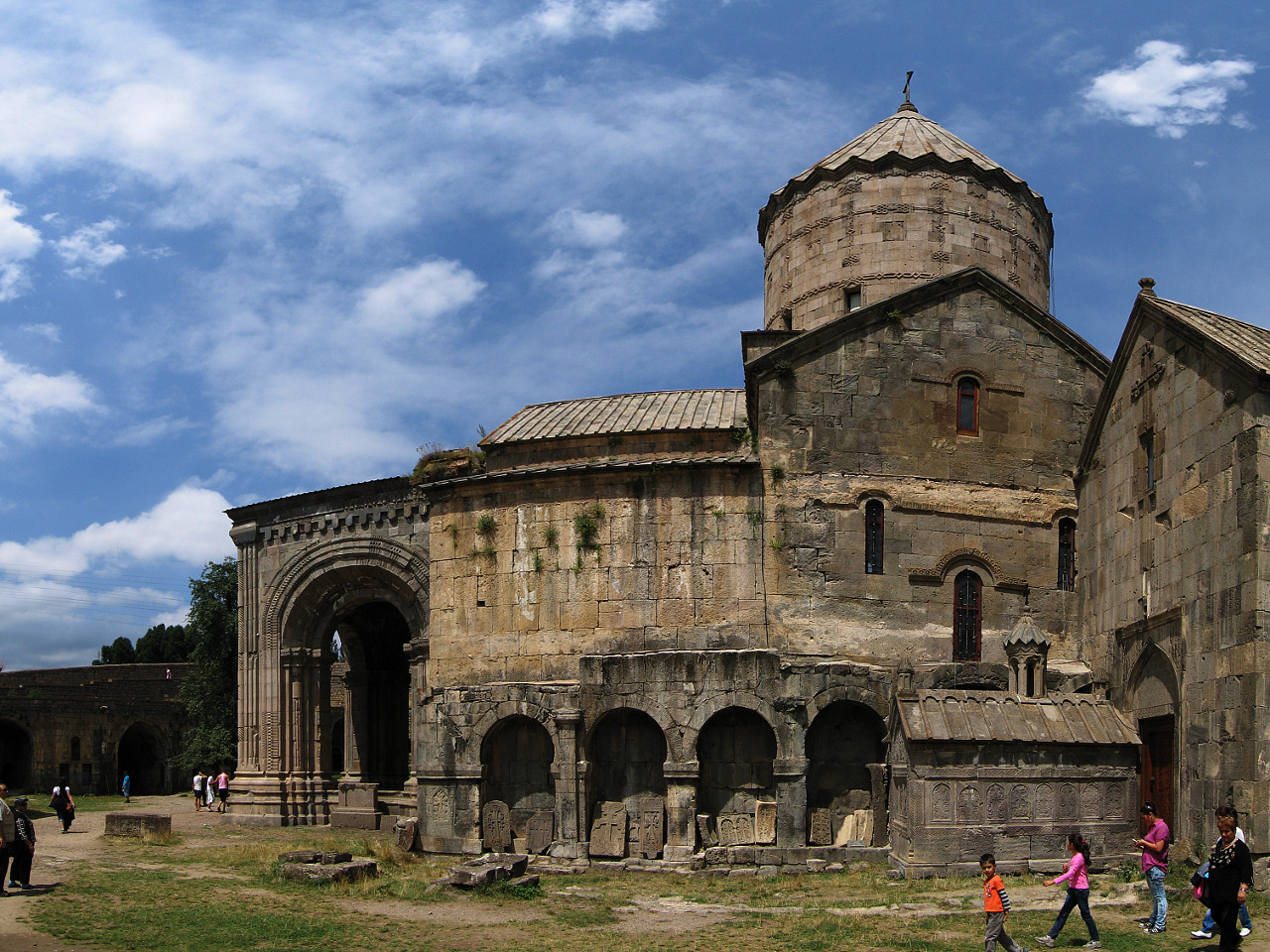
Церква та гробниця св. Григорія
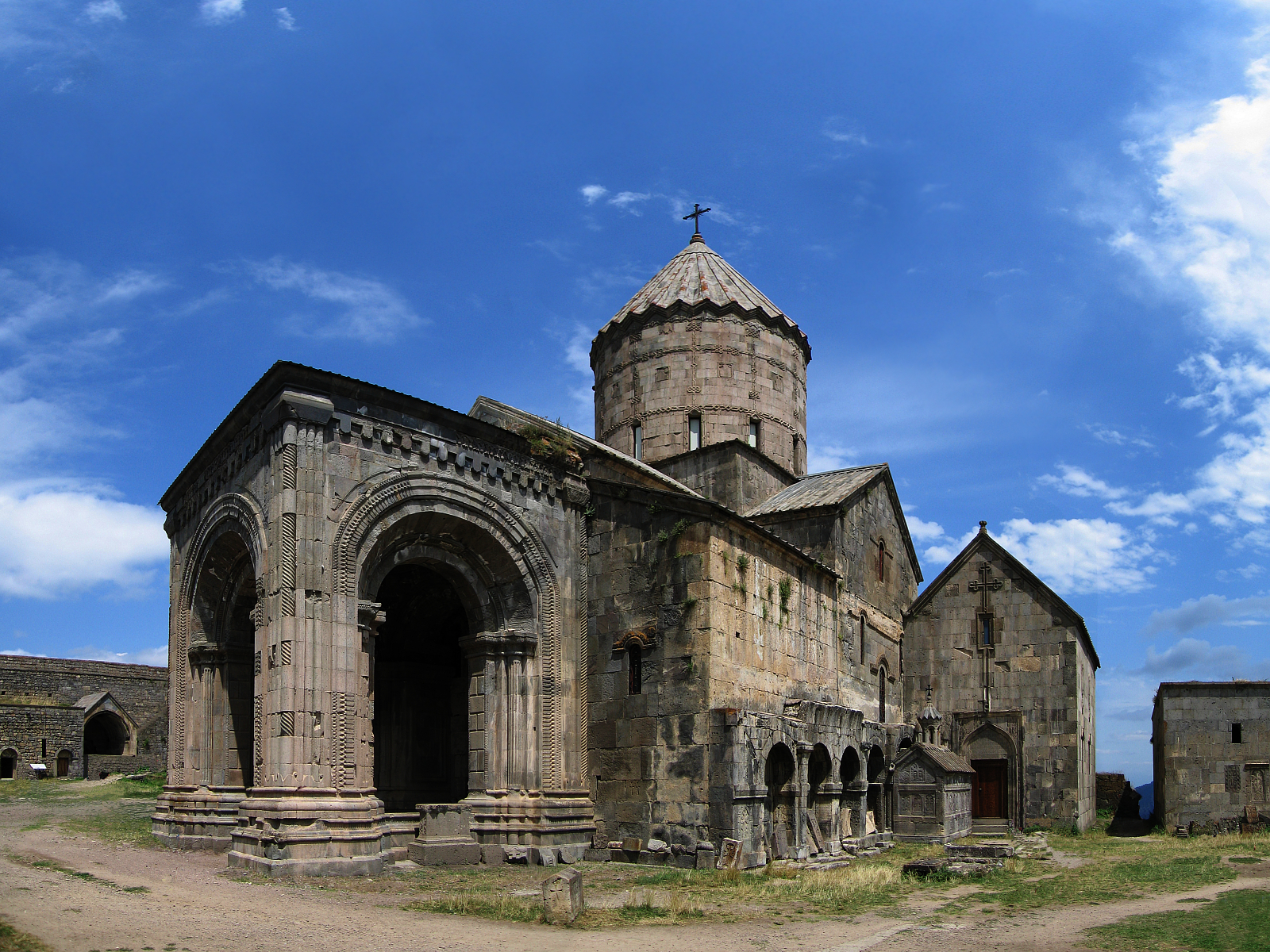
Церква св. Погоса та Петроса